# Albrecht Steiner von Felsburg

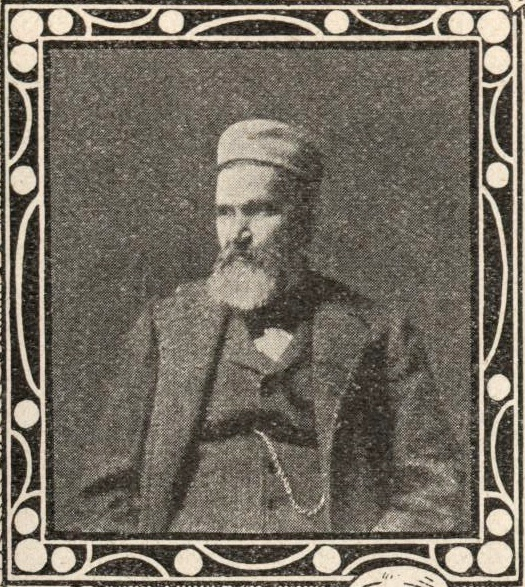
Albrecht von Felsburg

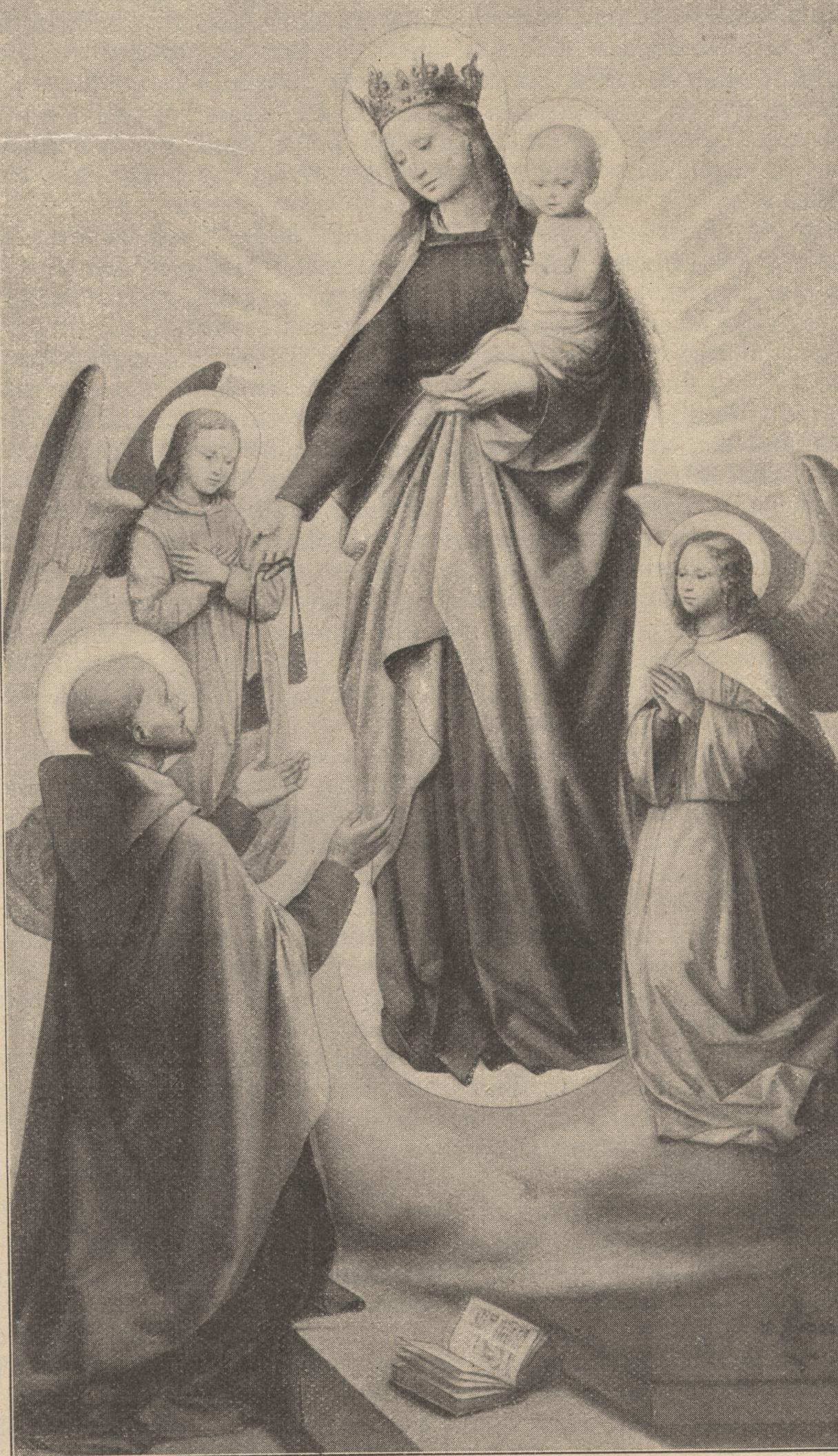
Albrecht von Felsburg, „Unsere Liebe Frau vom Berg Karmel“

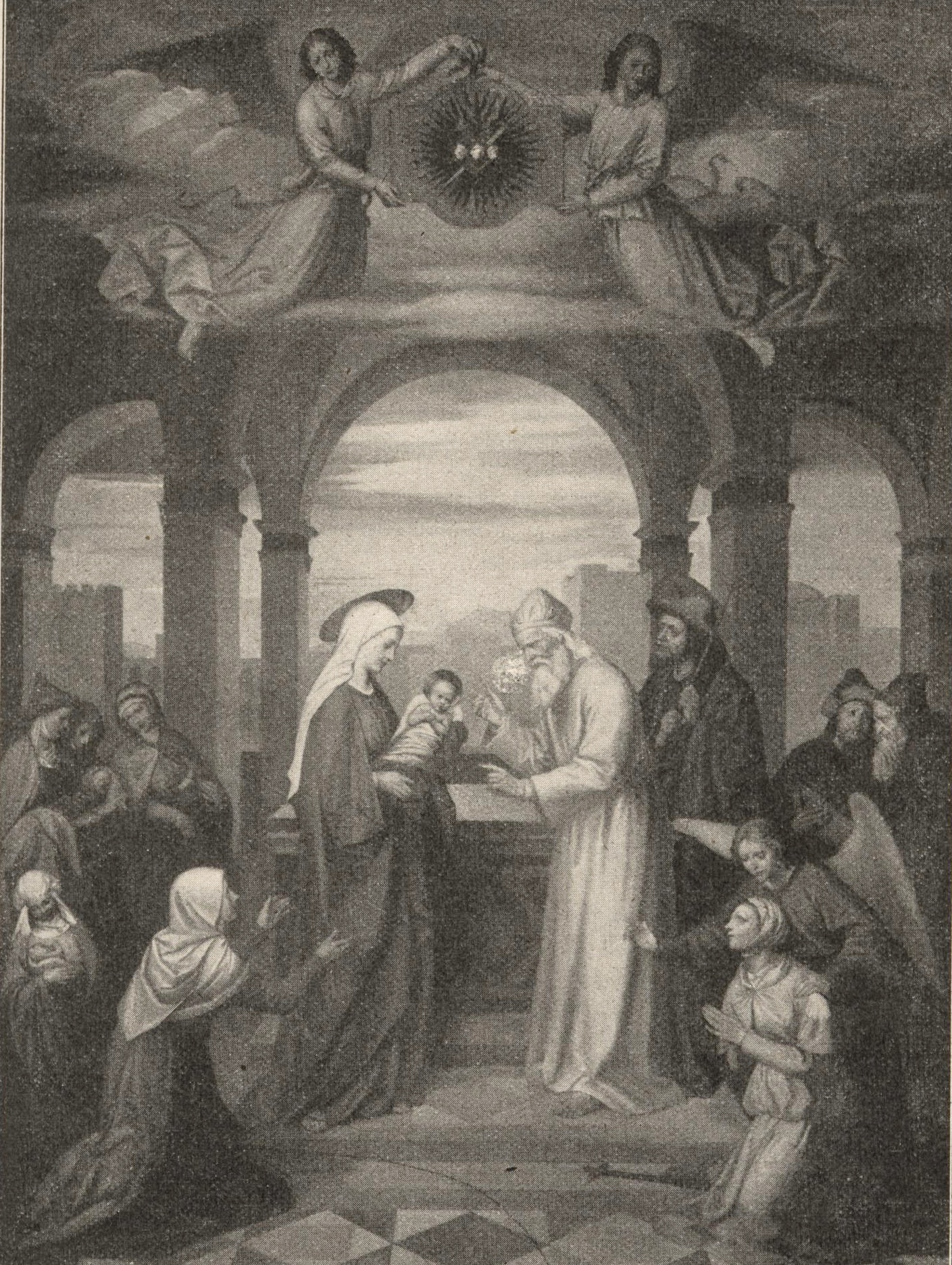
Albrecht von Felsburg, „Darstellung Jesu im Tempel“

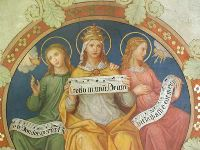
Albrecht von Felsburg, Allegorie „Glaube, Hoffnung, Liebe“, Kirche des Vinzentinum (Brixen)

Albrecht Carl Steiner Edler von Felsburg (* 25. Februar 1838 in Wien-Josefstadt; † 31. Oktober 1905 in Innsbruck) war ein österreichischer Nazarenermaler, Restaurator und Architekt.

## Herkunft und Leben
Albrecht Steiner v. Felsburg – meist genannt Albrecht v. Felsburg – war ein Sohn des (Jakob) Josef Steiner Edlen v. Felsburg (* 1786 in Wien; † 29. Jänner 1857 in Stuttgart) und dessen Ehefrau Antonie Edle v. Ferrari (* 1811 in Trient; † 1842 in Wien), deren Familie ursprünglich aus Tirol stammte. Sein Vater Josef Steiner v. Felsburg studierte zunächst (1804–1808) Rechtswissenschaften in Jena, hielt sich zwischendurch 1806 in Weimar, dann in Wien auf (Wohnsitz am Minoritenplatz Nr. 38), arbeitete hier als Beamter („Liquidator“) der österreichischen Nationalbank und übersiedelte schließlich 1855 mit seiner Familie nach Stuttgart, wo er zwei Jahre später verstarb. Der Großvater mütterlicherseits war Beamter am fürstbischöflichen Hof von Trient, wanderte später jedoch nach Wien aus. Außer dem Sohn Albrecht hatte das Ehepaar noch eine Tochter namens Mathilde Barbara (* 1. September 1832 in Wien-Josefstadt; † 1. Dezember 1905 in Innsbruck).
Als Felsburg 4 Jahre alt war, starb seine Mutter. Im Alter von 9 Jahren kam er – obwohl selbst katholisch getauft – 1847 in das protestantische Erziehungsinstitut Schnepfenthal bei Gotha in Thüringen. 1855 ging er mit der Familie nach Stuttgart, wo er das Gymnasium besuchte. Am 13. Juni 1856 trat Albrecht v. Felsburg laut Matrikelbuch der Königlichen Akademie der Bildenden Künste in München dort zum Kunststudium ein. Zunächst studierte er nach des Vaters Wunsch Architektur, wandte sich nach dessen Tod aber vollständig der Malerei zu und wurde ein begeisterter Schüler Johann von Schraudolphs. 1858 zog seine Schwester zu ihm nach München, 1859 berief man ihn zum Militärdienst ein, entließ ihn jedoch kurze Zeit später wieder aus gesundheitlichen Gründen. 1860 wurde er Mitglied Münchner Vereins für Christliche Kunst.
1860 verließ Felsburg die Münchner Akademie, holte die zugunsten seines Kunststudiums unterlassene Matura nach und trat 1863 als Novize in Benediktinerabtei St. Bonifaz zu München ein. Nach eineinhalb Jahren Aufenthalt und intensiven Beratungen mit seinem Abt Daniel Bonifaz von Haneberg (später Bischof von Speyer) entschloss er sich, die Abtei wieder zu verlassen, da er sich nicht zum klösterlichen Leben berufen fühlte. Im Gefolge des Deutsch-Deutschen Krieges von 1866 übersiedelte Albrecht v. Felsburg gemeinsam mit seiner Schwester nach Tirol, wo er sich als später geschätzter Maler kirchlicher Kunst in Innsbruck niederließ und 1873 gemeinsam mit seiner Schwester Mathilde das Haus Museumstraße 26 erwarb. Albrecht Steiner v. Felsburg ist (wie seine Schwester Mathilde) auf dem Friedhof St. Nikolaus in Innsbruck begraben.

## Künstlerisches Werk
Albrecht Steiner v. Felsburg nimmt als Spätnazarener nicht nur eine bedeutende Stellung unter den Kirchenmalern im ausgehenden 19. Jahrhundert ein, sondern schuf auch Leinwandbilder und leitete zahlreiche Restaurierungen. Besonders bemerkenswert sind die zahlreich erhaltenen Skizzen des Meisters, die uns einen Einblick in seine genaue und gewissenhafte Art der Vorarbeit gewähren. Jedes einzelne Werk wurde zum Gegenstand liebevoller, eingehender Studien, deren Umsetzung meistens von Felsburg selbst oder von einem seiner vielen Schülerübernommen wurde. Gemeinsam mit seinem Schüler Heinrich Kluibenschedl stattete er unter anderem die Fassade der Pfarrkirche zum Hl. Nikolaus in der Gemeinde Proveis mit einem Wandgemälde des Hl. Nikolaus aus, malte 1889 die neu errichtete Herz-Jesu-Kirche beim Vinzentinum (Brixen) aus und restaurierte im dortigen Dom auch die Fresken von Paul Troger (1698–1762). Felsburg entfernte dabei Trogers Scheinkuppel und verdeckte die originale Quadraturmalerei durch eine neubarocke Stuckdekoration. Für die Neuausführung von Trogers Kuppelgemälde im Brixner Dom diente ihm jener Entwurf von Troger mit der von Tugenden begleiteten Minerva, der für das Stiegenhaus von Stift Geras in Niederösterreich gedacht war, als Vorlage.
Albrecht Steiner v. Felsburg war der Lehrer der Maler Heinrich Kluibenschedl, Emanuel Raffeiner, Franz Spörr, Pater Johann Maria Reiter, aber auch des Augsburger Künstlers Schnitzler.
Er war sehr fromm und praktizierender Katholik. Trotz seines Austrittes aus dem Benediktinerorden führte Felsburg ein am geistlichen Ideal des Mönchtums orientiertes Leben und hatte nach eigenem Bekunden auch das Versprechen abgelegt nur religiöse Kunst zu schaffen, aber nichts Profanes.

## Schüler
- Anton Dürrmüller aus St. Gallen
- Johann Ertl aus Tirol
- Heinrich Kluibenschedl (1849–1929) aus Tirol
- Josef Mennel (1851–1930) aus Tirol
- Hans Rabensteiner aus Tirol
- Emanuel Raffeiner (1881–1923)
- Johann Maria Reiter (1851–1924)
- Hermann Seidler aus Konstanz
- Franz Spörr aus Tirol

## Großvater
Albrecht Steiner v. Felsburgs Großvater, Johann (Baptist) Steiner v. Felsburg (* 1756, † 24. Februar 1832 in Mödling/NÖ), stammte ursprünglich aus Holleischen in Böhmen, war in erster Ehe mit Barbara Spengler und in zweiter Ehe mit Anna Maria Reinhold (* 4. Juli 1762 in Wien), einer Schwester von Carl Leonhard Reinhold, verheiratet. Er wohnte am Minoritenplatz Nr. 38 in Wien und bekleidete das Amt eines k.k. wirklichen Hofsekretärs der vereinigten („Hofkanzelley“) Hofkanzlei in Wien (die damals in Wipplingerstraße No. 384 lag), in welcher Funktion er 1813 vom Kaiser mit dem Prädicat „Edler v. Felsburg“ in den erblichen österreichischen Adelsstand erhoben wurde. Johann Steiner v. Felsburg wurde neben seiner zweiten Ehefrau Maria Anna geb. Reinhold auf dem heute nicht mehr existierenden Friedhof in Mödling („Medling“) in Niederösterreich neben der Pfarrkirche St. Othmar begraben; im selben Grab („Steiner v. Felsburg’sche und Konopasek’sche“ Grabstätte) ist auch der am 20. Oktober 1831 im 57. Lebensjahr in Mödling verstorbene Johann Nepomuk Konopasek, gewesener Professor (und 1798–1805 Präfekt) der k.k. Theresianischen Ritter-Akademie in Wien, beigesetzt.
Johann Steiner v. Felsburg betätigte sich auch als Laienmusiker (künstlerisch gebildeter Dilettant) und war persönlich bekannt mit Ludwig van Beethoven, an den er im Februar 1824 eine selbst konzipierte Denkschrift richtete. Beethoven scheint von dieser Bekanntschaft jedoch weniger angetan gewesen zu sein: Als nämlich Johann Steiner v. Felsburg eines Tages in Beethovens erstem Klavierkonzert in C-Dur op. 15 den Solopart spielen sollte (oder wollte), erklärte Beethoven, dass dieser dafür ungeeignet sei und vertraute Moriz Graf v. Dietrichstein brieflich an: „geben sie acht, Er [Felsburg] fällt, Eh er zur Cadenz kömmt – (...) – ich habe dem H. Felsenburg (sic!) selbst gesagt, dass ich ihm es nicht rathe Morgen zu spielen – Es giebt eine wahre schweinerei. NB. sobald er das Konzert besser kann, kann er es spielen“ (das in der Beethoven-Briefwechsel-Gesamtausgabe 1808–1813 des Henle-Verlages für dieses Schreiben angegebene Datum 30. Januar 1808 kann aber nicht richtig sein und muss frühestens auf das Jahr 1813 lauten, da Beethoven bereits das Prädicat „Felsburg“ bzw. fälschlich „Felsenburg“ verwendet, welches Johann Steiner jedoch erst am 5. Jänner 1813 verliehen wurde). Die damals zwischen Beethoven und dem Grafen Dietrichstein in Rede gestandene Kadenz ist heute nur mehr als Fragment überliefert, sie bricht nach den ersten 60 Takten ab. Vieles spricht jedoch dafür, dass Beethoven sie vollständig niedergeschrieben hatte, die zweite Hälfte allerdings verloren ging.